# 절지동물의 체벽

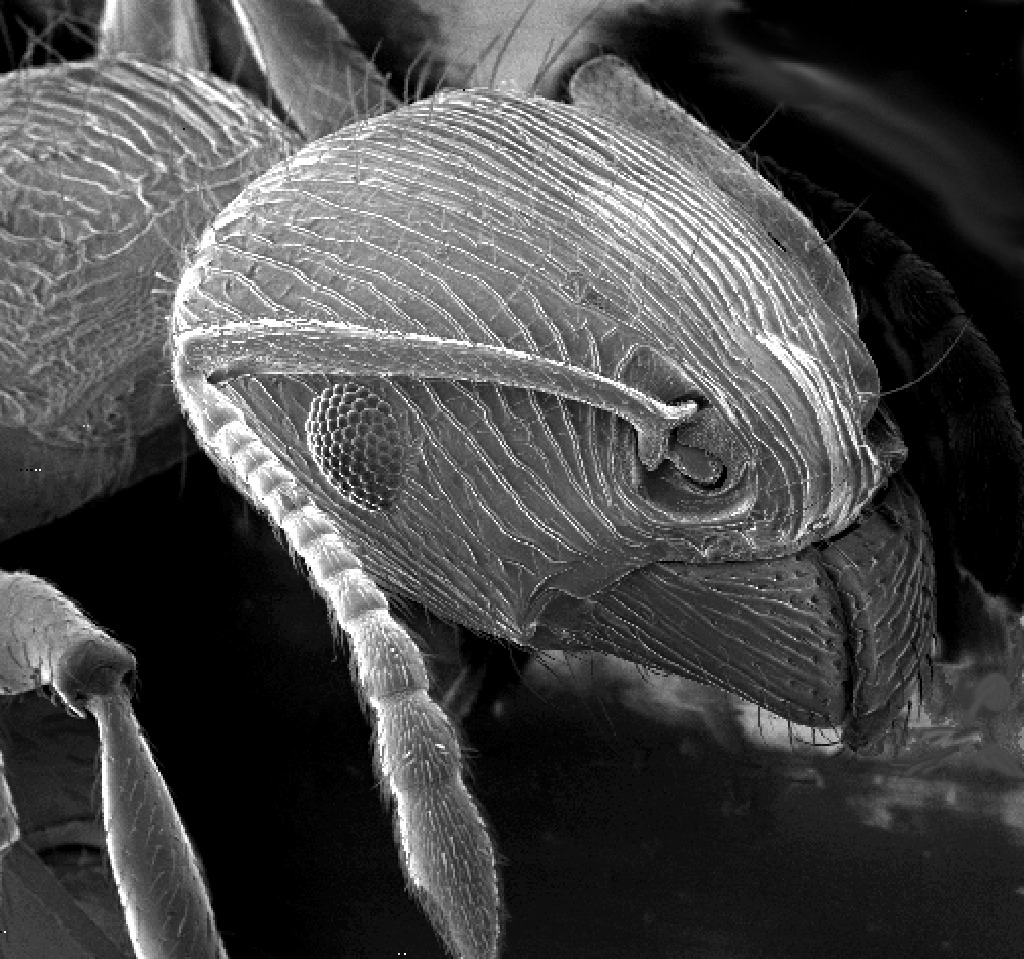
개미의 머리 : 경화작용이 일어난 키틴

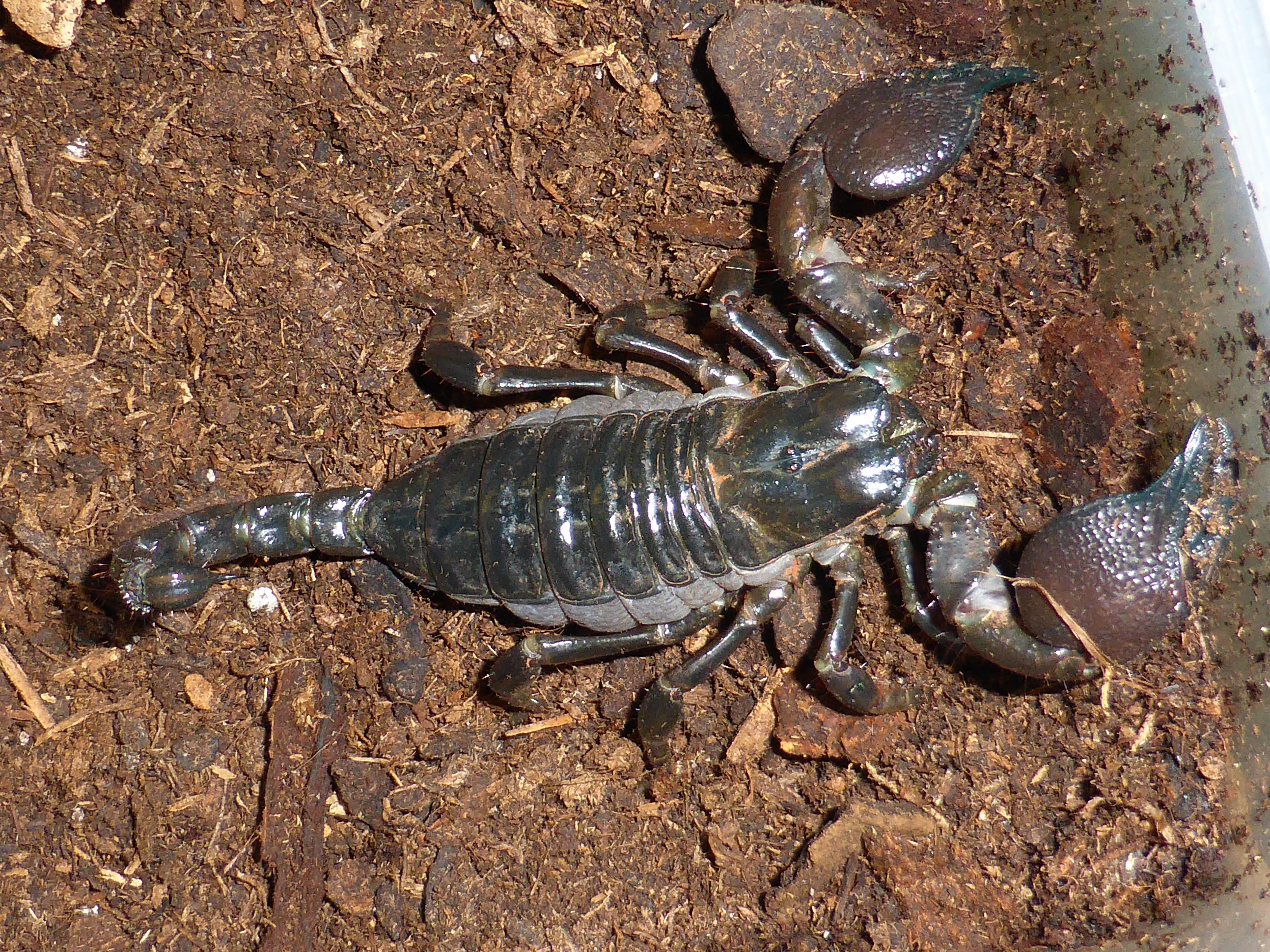
판디누스전갈 암컷은 협각(집게발), 꼬리, 몸통의 등 부분이 매우 딱딱하지만 몸통의 양 측면부가 뱃속에 새끼를 배고 있을 때 쉽게 확장이 가능하도록 유연성을 보인다.

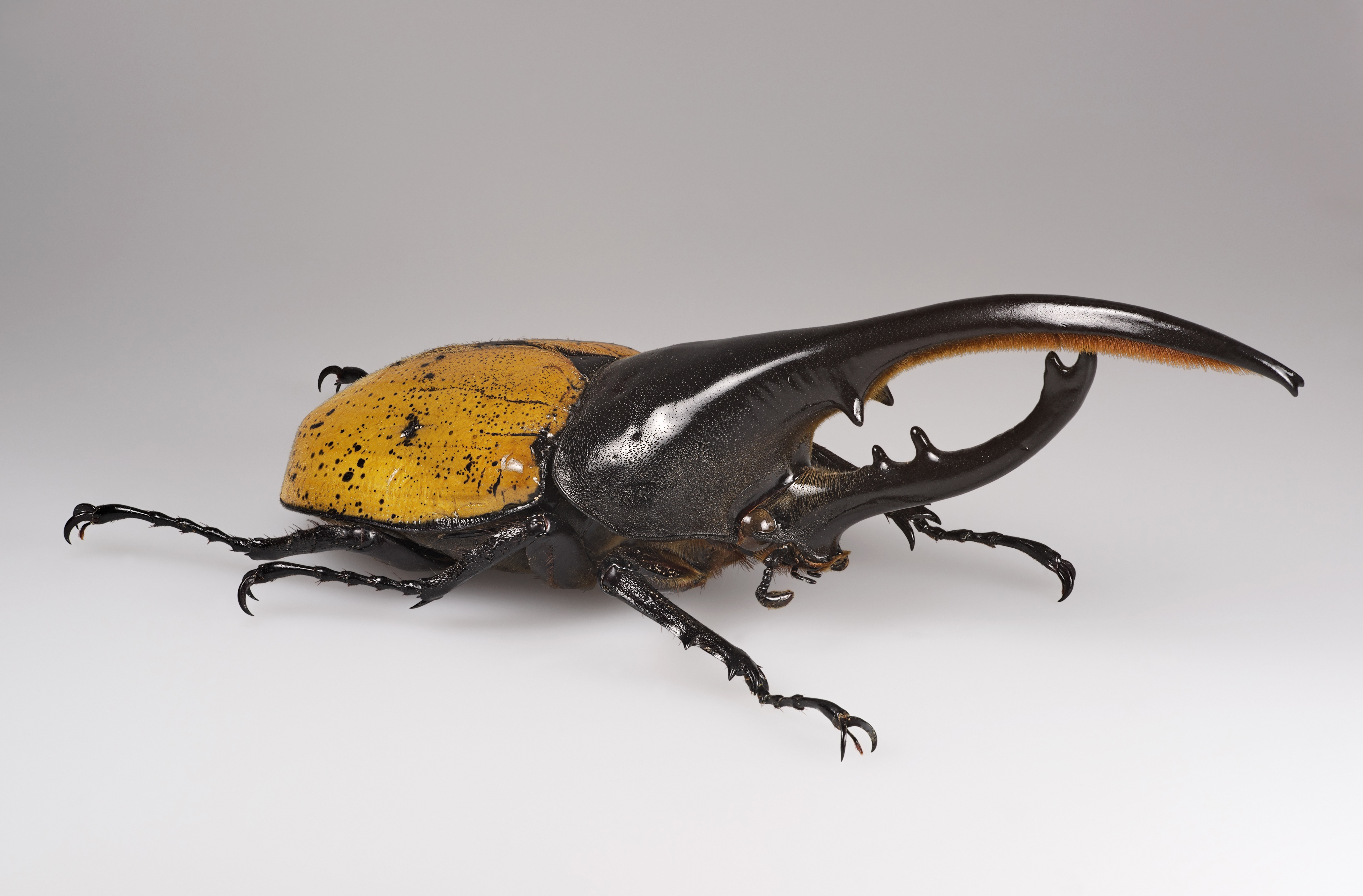

절지동물의 체벽(體壁; integument)은 몸을 지지하는 뼈의 역할을 수행하는 외피를 이른다. 절지동물의 몸을 둘러싸고 있는 표피는 단단하고 탄성이 있는 키틴이 주 성분인 큐티클 층으로 구성되어 있는데, 다른 명칭으로 이를 '외골격(外骨格; exoskeleton)'이라고 부른다. 보통 체벽은 키틴에 무기질이나 경화 단백질 등의 화학성분이 작용하여 강화된 큰 두께의 큐티클 층이 만들어진다. 이는 강성이나 탄성을 필요로 하는 충체 부위에서 일어나는 것이다. 주로 탄산칼슘 같은 무기질 결정이 '생물학적 광물 생성 작용(biomineralization)'을 거쳐 키틴과 단백질 분자 사이에 침전된다. 무기질 결정과 단백질섬유는 서로에게 스며들며 구조를 보강해주는데 무기질은 경도와 압축 저항성을, 키틴은 항장력을 제공한다. 이 생물광물화 작용은 주로 갑각류에서 발생한다. 곤충과 거미류의 주요 강화물질은 경화 과정 중 섬유질을 연결하여 단단해진 여러 단백질이며, 이 경화 단백질을 '스클레로틴'이라고 한다. 충체의 대표적인 부위인 등의 배판, 배의 복판 및 측면의 측판에서는 경판이 형성된다.
이와 다른 경우에서 거북의 등갑이나 다른 척추동물의 두개골을 대조해 볼 때, 체벽은 완숙해지면 더 이상 성장하거나 형태를 바꾸는 등의 능력이 모습을 감춘다. 특별한 경우를 제외하고서, 절지동물은 성장이 필요할 때마다 아래에서 새로운 체벽이 자란 후 오래된 큐티클 층에서 탈피한다.

## 주요 기능
절지동물들의 절대 다수는 크기가 매우 작거나 크기가 크더라도 바다나 담수 등지에서 살아 압력의 부하를 덜 받기 때문에 체벽은 이러한 혜택에 힘 입어 여러 장점들을 발휘한다.
이 중 주요 기능으로는 이와 같다:
- 외부 충격 방지
- 병원균 등의 이물질 침입 차단
- 탈수 방지(육상 절지동물과 내건조성을 가진 수상 절지동물에 한해서)

미국 오하이오 주에서 우화하는 티비센 도그데이 매미의 시간 노출 사진.

- 탈피를 통한 성장

## 체벽의 구조
곤충의 날개를 포함해, 절지동물의 체벽에서 큐티클은 매우 중요한 구성요소로 작용한다. 탈수 방지 및 탈피를 통한 성장 뿐만 아니라, 속돌기, 기관지, 소화계의 전장과, 후장, 일부 분비샘을 구성하는 요소가 되기도 한다.

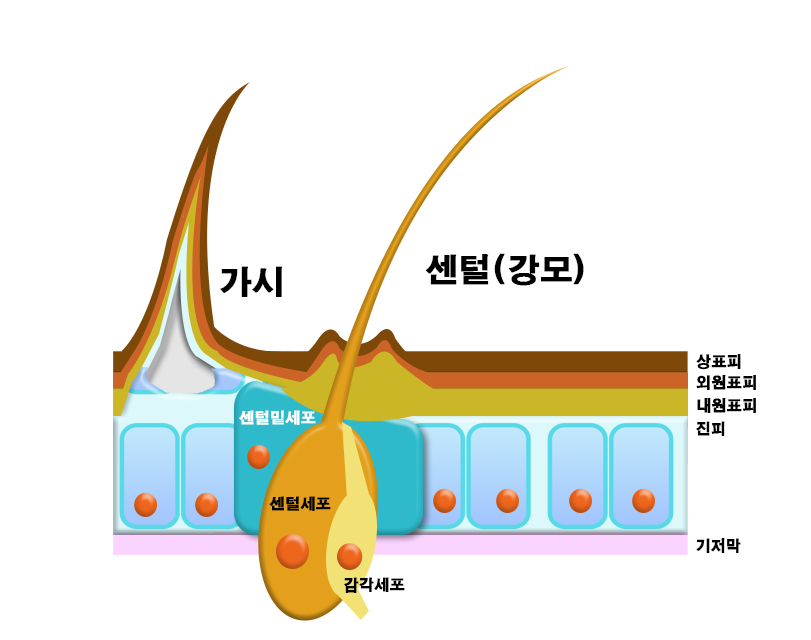

절지동물의 체벽은 다층 구조로 크게 세 가지로 구분한다(표피, 진피, 기저막). 이 중 표피는 다시금 다층 구조의 큐티클 층으로 쪼개지는데, 상표피 또는 외표피(上表皮; epicuticle)은 표피층 중에서도 가장 바깥에 위치하는 층이다. 3 마이크로미터 이하의 두께이며, 단백질과 지질을 주성분으로 하고 있다. 상표피는 이층 구조로 맨 바깥 순으로 시멘트층, 왁스층으로 구성된다. 왁스층은 소수성을 띠고 있어 체내의 수분이 몸 바깥으로 나갈 수 없게 하는 역할을 맡는다. 또, 표피의 표면 미세구조에 따라 빛의 반사각을 다르게 해 빛의 반사광에도 영향을 주어 이에 따라 몸의 색도 달라진다. 이를 이용해 자외선도 반사시키거나 의태색이나 보호색을 띨 수가 있다. 소수성인 점을 이용하여 표면장력에 의해 몸이 젖지 않게 해주고, 종 특이적 후각신호를 보내는 통로 역할을 하기도 한다.
상표피 아래에는 원표피(procuticle)라고 하는 큐티클 층이 있다. 절지동물이 탈피 과정 중에 한 가지 표피층으로 통일되어 나타난 것이다. 이 큐티클 층은 다시 외원표피와 내원표피로 구성된다. 이 두 층을 모두 합한 두께는 보통 10 마이크로미터 이상이며, 딱정벌레의 경우 그 두께가 0.5mm에 이르기도 한다. 특징적인 색을 띠는 중원표피(mesocuticle)가 외원표피와 내원표피 사이에 존재하기도 한다. 외원표피(exocuticle)는 탈피 과정을 마친 절지동물의 원표피의 바깥면을 이르는 것으로, 경화되어 있으며 흑화작용이 일어나 짙은 색을 띤다. 비수용성이다. 내원표피(endocuticle)는 원표피가 나누어지면서 외원표피 아랫면에 생기는 큐티클 층으로, 외원표피보다 두터우며 무채색이다. 또한 경화 과정을 거치지 않아 다음 탈피 과정에서 도로 몸에 흡수된다. 곤충에서 경화작용이 일어나는 것과는 반대로 갑각류에서는 특히 방해석의 생물적 광물화작용이 빈번히 일어난다. 외원표피는 체벽이 많이 연화된 곤충들에게서는 그 두께가 크게 얇아져 있는 모습을 볼 수가 있다. 특히 나비목 곤충의 애벌레와 기생벌의 유충이 그러하다.
진피(epidermis)는 내원표피 밑에 깔려있는, 살아 있는 한 층의 단세포군으로 된 막이다. 진피는 그 위에 놓이는 큐티클 층을 형성하는 중요 역할을 담당하며 탈피 중 내원표피를 소화 및 재흡수해 큐티클 일부를 재활용할 수 있도록 한다. 탈피 후 원표피를 형성하는 과정에서 원표피를 지나 바깥으로 이어지는 관을 형성시켜 관을 통해 왁스 등을 분비시킨다.
기저막(basement membrane)은 진피 아래에 위치하는 체벽의 얇은 바닥층이자 외골격과 체강을 나누는 구분점이 된다. 물질의 투과에는 관여하지 않으며, 두께는 0.5 마이크로그램 이하이다. 주로 결합조직에서 볼 수 있는 점액다당류와 콜라겐 등으로 구성된다.

## 원표피의 물리적 특성
원표피의 두 층은 서로 다른 특성을 가지고 있다. 바깥층은 대부분의 두께화, 생광물화 및 경화가 일어나는 곳이며, 그 재료는 압력 변형력 하에서는 강한 경향이 있지만 장력 하에서는 약하다. 강성 영역이 응력을 받아 파손되면 균열이 발생한다. 안쪽 층은 경화되지 않아 부드러우면서도 탄력이 존재한다. 인장 응력에 저항할 수 있어도 압력 시 저항이 약해지거나 멈추기 쉽다.
이 조합은 특히 포식 저항에 있어 특효인데, 포식자가 턱이나 집게, 발톱으로 체벽을 공격할 시, 외부 층에 압력을 가하고 내부 층에 장력을 가하는 경향이 있기 때문이다.
경화 또는 광물화의 정도에 따라 체벽이 어떻게 변형에 반응하는지 확인할 수 있다. 체벽의 모양이나 부피의 변형이 특정 각도 이하에서는 탄력적이며 원래 모양이 응력이 제거된 뒤에야 돌아온다. 해당 변형 수준을 넘어서면 결국 체벽의 큐티클 층이 갈라지거나 찢어질 때까지 되돌릴 수 없는 소성 변형이 일어난다. 보통 큐티클 경화가 덜해야 큐티클 층의 복구력 피해가 더 커진다. 반면, 체벽이 더 두꺼워질수록 큐티클을 악화시키는 방향으로 변형하는 데 들어가는 응력도 더 커진다.

## 형태적 구성요소와 마디 형성

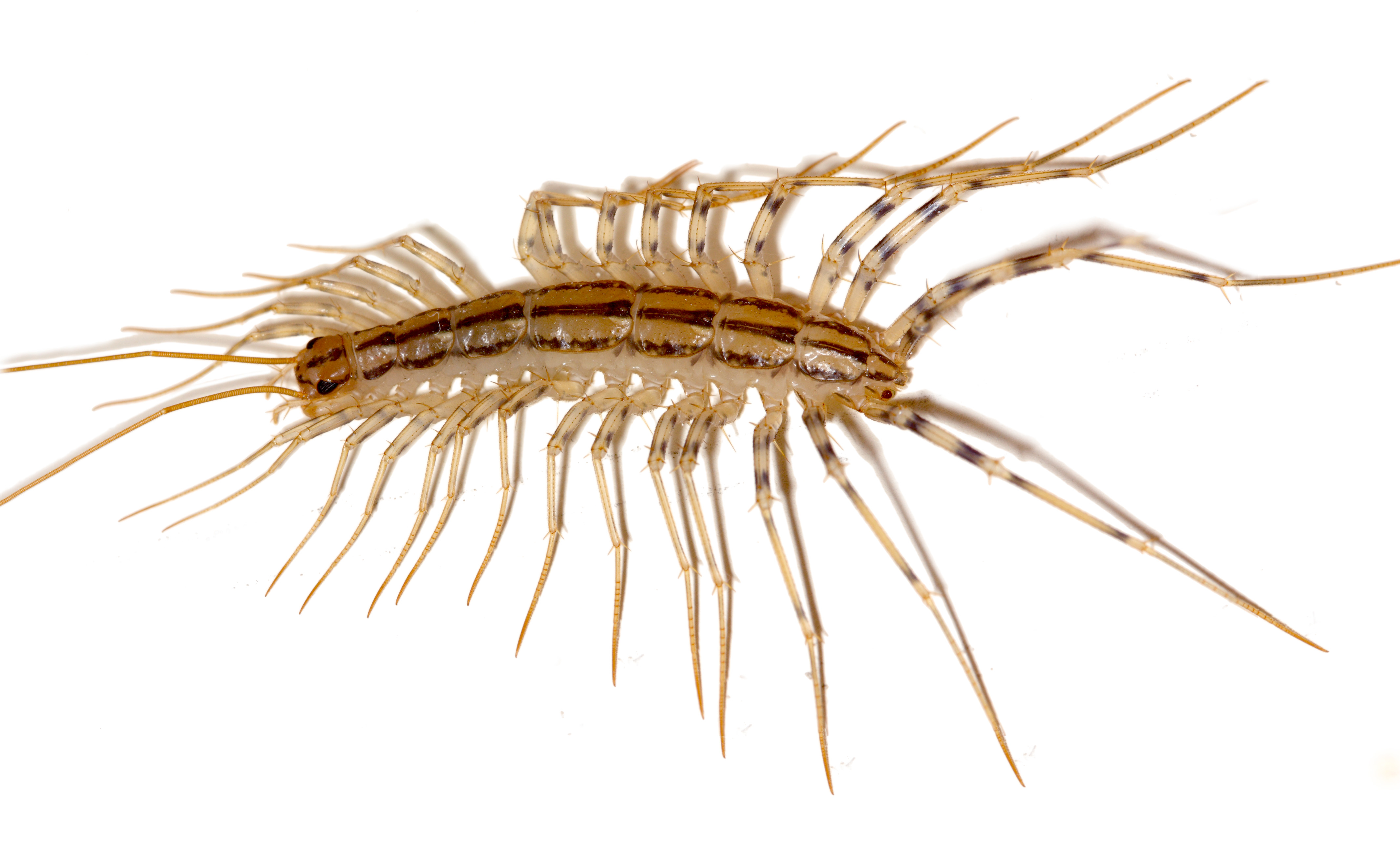
딱정그리마 (Scutigera coleoptrata)는 각 마디에 단단한 경판을 보유하고 있다. 키틴질의 관절간막은 마디와 경판 사이사이를 유연하게 연결하고 그 상태를 유지시킨다. 어떤 키틴은 전자의 내용과 마찬가지로 다리의 관절 사이를 비슷하게 연결한다. 단단한 관 같은 다리 마디에는 다리 근육, 신경 및 근육 부착물이 들어있어 심장에서 뿜어져 나온 혈액이 지나갈 수 있는 여유 공간이 생긴다.

체벽의 단단한 판을 '경판'(sclerite)이라고 한다. 경판은 단순한 보호 역할을 맡기도 하지만 다리, 관절부, 지느러미 또는 날개와 같은 외골격의 기계적 구성 요소를 형성 및 전담할 수도 있다. 곤충이나 다른 절지동물의 전형적인 형태에는 4가지의 주요 부위가 있다. 등쪽 영역의 경판은 '배판'이라 부른다. 반면에 배쪽 영역은 '복판'이라 부른다. 이 두 개의 양 측면 영역에 있는 판을 '측판'(pleurum; 복수형은 pleura)이라고 하며 여기에 있는 모든 경판을 '측편'(pleurite)이라고 한다.
절지동물의 외골격은 서로 다른 기능 단위로 나누어지며, 각 단위는 공통의 기능을 효율적으로 수행하기 위해 다시 연합하는 그룹으로 구성된다. 그러한 그룹을 '합체절'(tagma)이라고 하며, 주어진 절지동물 몸체에서 다양한 기능에 적용된다. 예를 들어, 곤충의 합체절에는 마디들이 융합한 머리, 거의 고정된 가슴, 보통 여러 개의 체절로 나눠진 복부가 들어가 있다. 각 마디에는 외부 강성에 대한 요구 충족에 따른 경판이 있다. 예를 들어, 일부 구더기에는 경판이 아예 없어 외골격은 사실상 모두 막질로 되어 있다. 성체 파리의 복부는 막질 큐티클 관절로 연결된 가벼운 경판으로 덮여 있다. 일부 딱정벌레에서는 대부분의 관절이 매우 단단히 연결되어 있어 몸이 실제로 장갑을 두른 단단한 상자 안에 들어 있는 것처럼 보인다. 그러나 대부분의 절지동물의 합체절은 유연한 표피와 근육으로 연결되고 조정되어 있어 충분히 자유롭게 움직일 수 있어, 순각류나 장구벌레와 같은 많은 절지동물들이 많은 활동성을 보인다. 또한, 절지동물의 다리도 관절로 이루어져 있으며, 이를 반영하여 '절지동물'이라는 이름 자체가 문자 그대로 '관절이 있는 다리'를 의미할 정도로 특징적이다. 외골격의 경판은 서로가 겹쳐진 상태로 발달해 그 내부 표면을 근육의 부착점으로 사용하고 내골격 구성 요소에 해당하는 '속돌기'(apodeme)를 형성한다.
곤충학에서 '빈모'(glabrous)라는 학술용어는 강모(센털; setae)나 인편(비늘)이 결핍한 곤충의 부위를 가리키는 데 쓰인다.

## 화학적 구성 요소
화학적인 면에서 키틴은 포도당의 유도체인 N-아세틸글루코사민의 장쇄 중합체이다. 포도당 단위 사이의 고분자 결합은 셀룰로오스에서와 마찬가지로 β-1,4 결합구조로 연결되어 있다.
변형되지 않은 형태의 키틴은 반투명하고 유연하며 탄력 있고 질기다. 그러나 절지동물과 기타 생물에서는 일반적으로 복잡한 물질 복합체로서의 구성 요소이다. 이는 실제로 항상 어느 정도 경화된 상태의 단백질 분자와 연관되어 있으며, 가교결합 및 기질체의 다른 분자 간 연결로 단단해지거나 뻣뻣해진다. 갑각류의 경우 기질체는 외골격의 대부분을 형성하는 방해석 또는 유사한 탄산염과 같은 경질 광물로 매우 풍부하거나 심지어 지배적이다. 일부 생물에서는 무기염분 함량이 95%를 넘어설 수 있다. 그러함에서 키틴과 단백질의 역할은 단순히 결정을 함께 유지하는 것을 넘어선다. 결정 구조 자체가 영향을 받아 응력 하에서 균열이 퍼지는 것을 방지하여 강도가 매우 뛰어나다. 이러한 무기염분이 풍부한 기질체가 형성되는 과정을 '생물학적 광물화 작용'이라고 한다.
키틴질 절지동물 외골격의 변형되지 않은 형태와 변형된 형태 사이의 차이는 변형이 최소화된 꿀벌 유충의 체벽을 갑옷 딱정벌레 종이나 거미의 송곳니와 비교함으로써 알 수 있다. 두 가지 예시 모두 경화작용이 일으킨 심한 변형이 있다. 다시 말하자면, 대부분 순수한 키틴과 같은 미변형 유기물질을 경화 키틴 및 경화단백질과 크게 대조해 볼 때에 중무장한 게의 외피를 생각해 봐야 한다. 이 껍질에는 생광물화로 인한 매우 높은 수준의 변형이 있다.
레실린(resilin)은 탄력이 매우 뛰어난 단백질로, 다리 관절부에 많이 존재한다.(특히 곤충의 벼룩, 메뚜기 같이 멀리 도약할 수 있는 절지동물) 레실린은 키틴이 다층구조를 형성할 때 각 층 사이에 들어가 레실린 층을 이루며 구성된다. 여기에서 무정형의 꼬인 사슬들이 서로 연결된 화학 구조를 가진다. 아스로포딘(asropodin)은 큐티클에서 키틴과 결합하는 수용성 단백질로, 체벽을 물에 녹였을 때에 나오는 단백질을 통칭한다. 내원표피에 주로 분포하며, 큐티클에 유연성을 부여한다. 아스로포딘이 퀴논과 결합하여 경화과정을 거치게 되면 스클레로틴이 된다.
스클레로틴(sclerotin)은 큐티클에서 키틴과 결합하는 비수용성 단백질로, 아스로포딘과는 반대로 온수에 녹지 않는다. 외원표피에 주로 분포하며 큐티클을 단단하게 해주고 색깔을 띠게 해주는 기능이 있다.

## 탈피에 따른 체벽의 교체

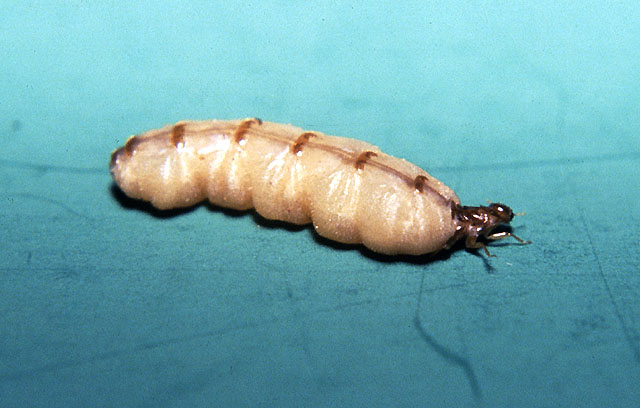
흰개미 군락의 성숙한 여왕. 미경화한 표피층이 복부가 난소를 수용할 수 있을 정도로 자라나더라도 늘어날 수가 없는 멜라닌화한 경판들 사이에서 어떻게 늘어나 있는지를 보여준다.

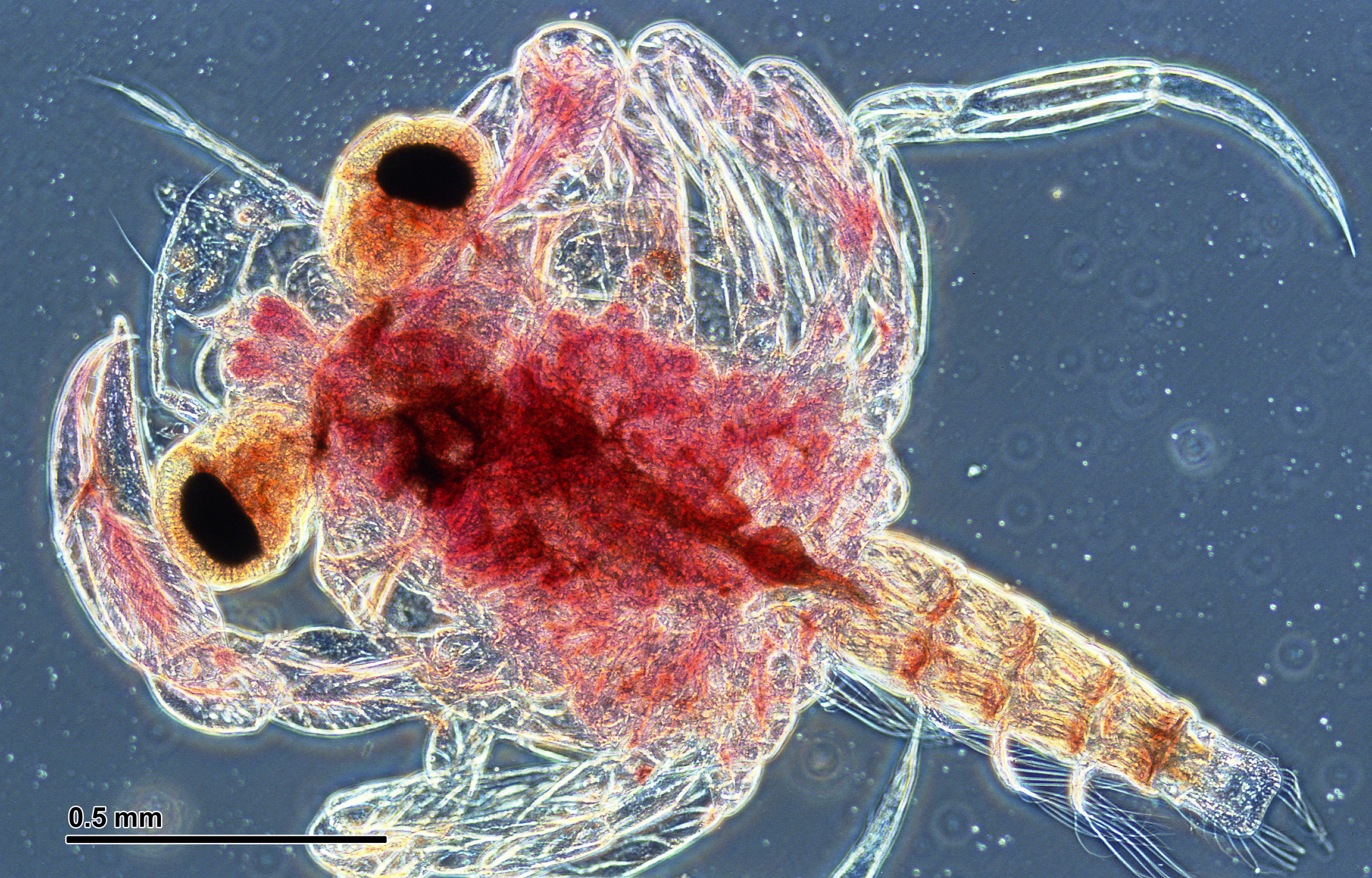
게인지도 거의 알아볼 수 없는 게의 유충은 성장하면서 탈피를 거듭하며 형태가 급격하게 변한다.

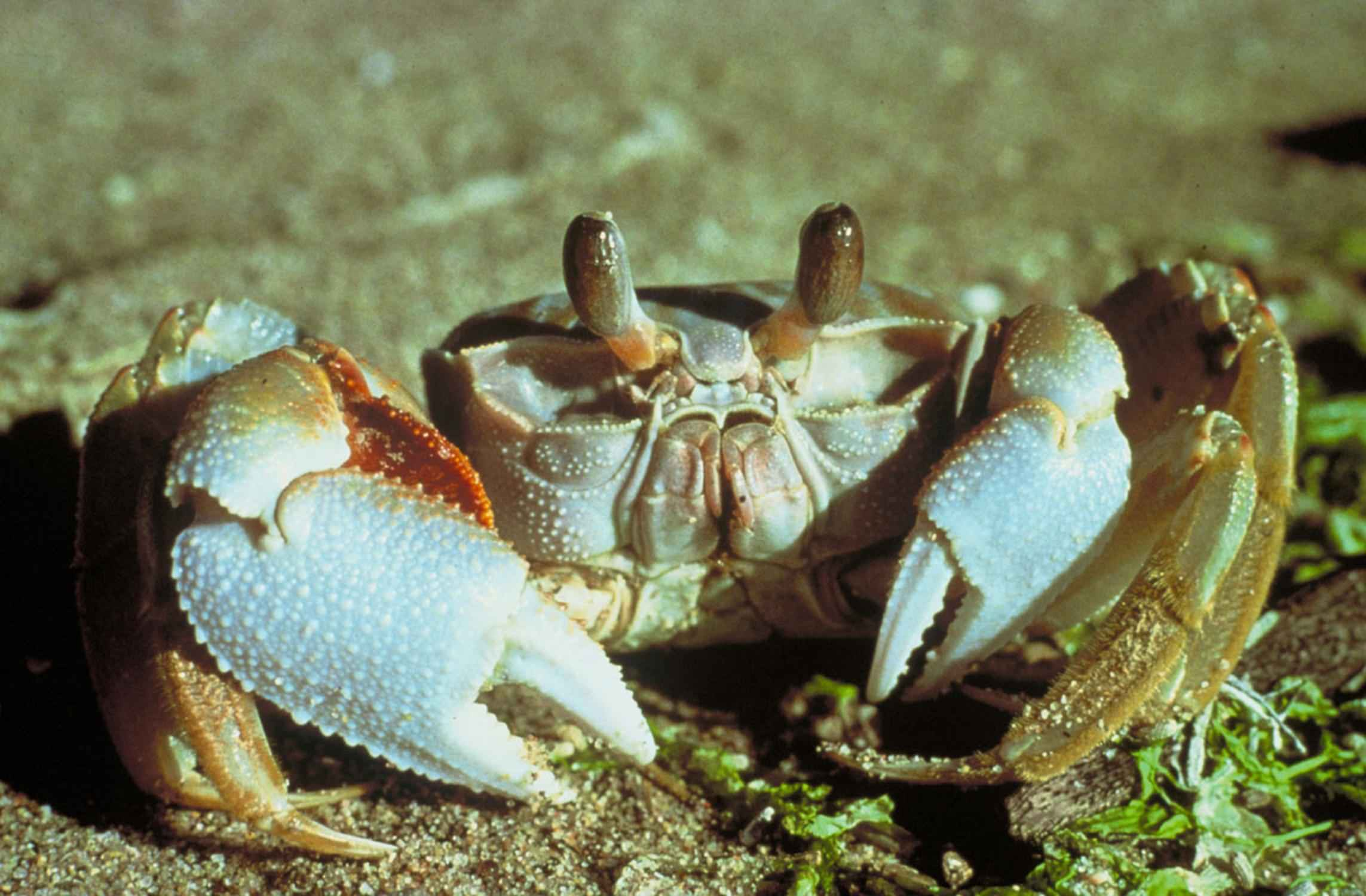
외골격의 다양한 외피의 유형을 보여주는 유령게. 눈 위는 투명한 생광물화, 집게 부분은 강한 생광물화를 확인할 수가 있고 다리의 관절과 센털에는 질긴 키틴질 조직이 있다는 것을 알 수가 있다.

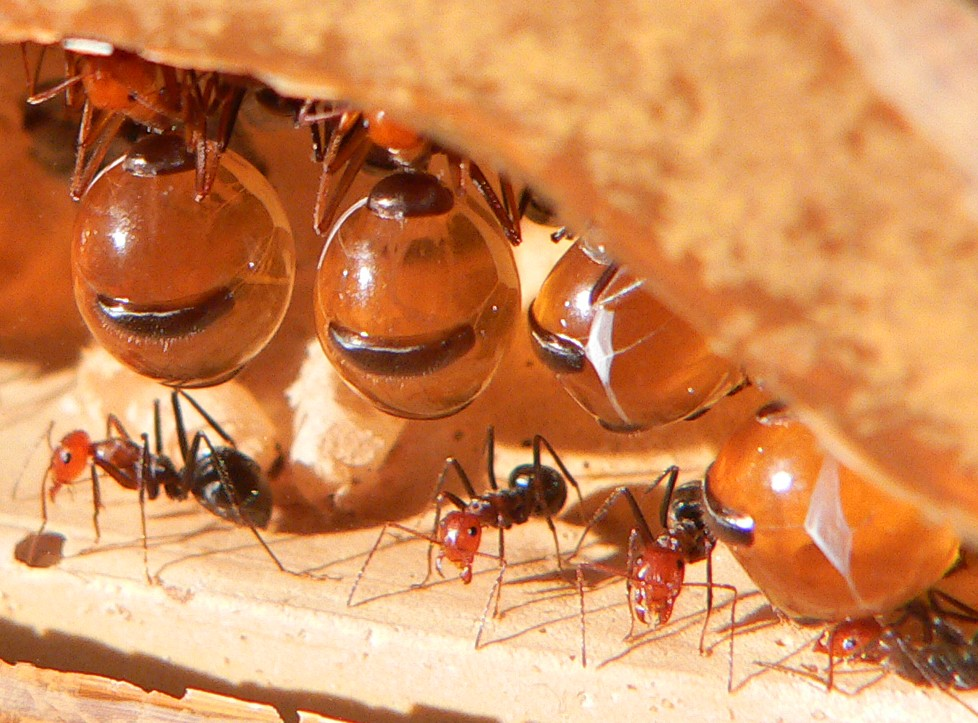
꿀단지개미가 뱃속에 설탕 용액을 가득 채우면 일개미의 복부가 크게 성장하지만 경화되지 않은 표피만 늘어날 수 있으며, 늘어나지 않은 경판은 투명한 복부에 검은 섬처럼 남는다.

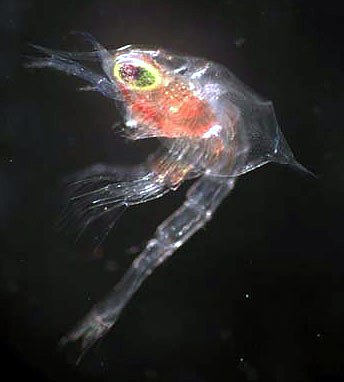
이 조에아 유생은 게처럼 전혀 안 보이지만, 허물을 벗을 때마다 스스로 모습을 바꾸어 결국 마지막에는 게 형태를 취한다.

절지동물 외골격의 화학적, 물리적 특성으로 인해 절지동물이 성장함에 따라 늘어나거나 모양이 바뀌는 능력이 제한된다. 흰개미 여왕이나 꿀단지개미의 복부와 같은 일부 특별한 경우에는 절지동물의 지속적인 성장이 불가능함을 의미한다. 따라서 성장은 주기적이며 허물 벗기 또는 탈피라고 불리는 외골격이 떨어지는 기간으로 집중되며, 이는 엑디손(ecdysone)이라는 호르몬의 통제를 받는다. 탈피는 관련된 절지동물에게 변함없이 위험하고 복잡한 과정이다. 오래된 외골격이 벗겨지기 전에 큐티클은 표피층 분리(apolysis) 과정을 거치게 된다. 세포박멸 과정 초기에 진피세포는 오래된 큐티클 층과 진피 사이에 효소화한 탈피액을 방출한다. 효소는 내원표피층을 부분 소화하고 진피는 동화시킬 수 있도록 절지동물에게 필요한 소화된 물질을 흡수한다. 소화된 물질의 대부분은 새로운 큐티클을 만드는 데 재활용된다. 새로운 큐티클 층이 충분히 형성되면 절지동물은 내장한 연한 선을 따라 오래된 체벽의 나머지 부분을 분할하고 탈피의 육안 과정에서 이를 벗겨낸다. 그렇게 해서 상표피와 축소된 외원표피를 벗겨내버린다. 일부 종들은 스스로를 지키거나 위장 목적으로 찌꺼기를 달고 다니기도 한다. 이것을 '허물'(exuviae)라고 한다.
오래된 큐티클이 벗겨진 후, 절지동물은 몸 내부의 공기나 물을 순환시켜 몸을 말 그대로 펌핑해 새로운 큐티클이 더 큰 크기로 넓혀질 수 있도록 한다. 그런 다음 큐티클을 적정 탈수시켜 경화시키는 과정을 지나간다. 이 때, 새로이 자라 난 체벽은 여전히 부드럽고 창백한 빛을 띤다. 그런 다음 절지동물의 성향과 상황에 따라 몇 분에서 최대 며칠이 걸릴 수 있는 체벽의 경화 및 흑화 과정을 거친다. :16–20
탈피 과정은 대사적으로 위험하고 비용이 많이 드는 행동이나 몇 가지 장점이 있다. 우선, 이는 갑각류의 나우플리우스 유충, 잠자리의 수채, 파리 구더기와 같은 내시류의 유충 등 어린 동물이 나이 든 단계와 완전히 다를 수 있는 복잡한 변태 발달 주기를 허용한다는 것이다. 이러한 유충 단계는 일반적으로 성체와는 전혀 다른 생태학적 및 생활 주기 역할을 얻는다. 두 번째로는, 곤충 애벌레의 다리나 어린 게의 발톱의 상실과 같은 한 단계의 심각한 부상은 한두 단계의 탈피 후에 복구될 수 있다. 마찬가지로, 거미의 낱눈의 바깥면이나 쐐기벌레의 쐐기털과 같이 주기적인 교체가 필요한 섬세한 부분이 떨어져 나가 새로운 구조체가 생길 수 있다.

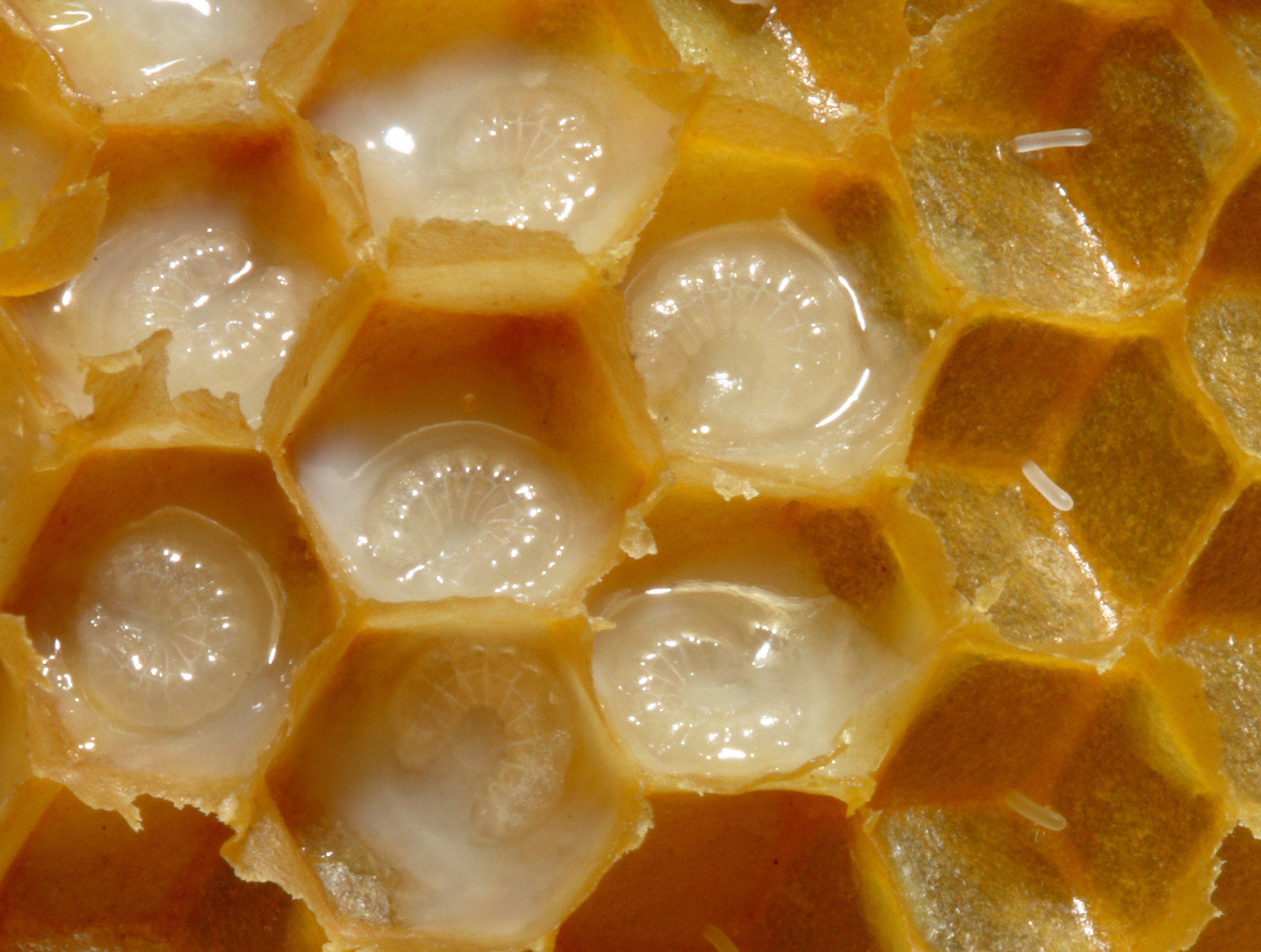
꿀벌의 유충은 허약한 미경화된 큐티클이 있어 유연성이 높다.
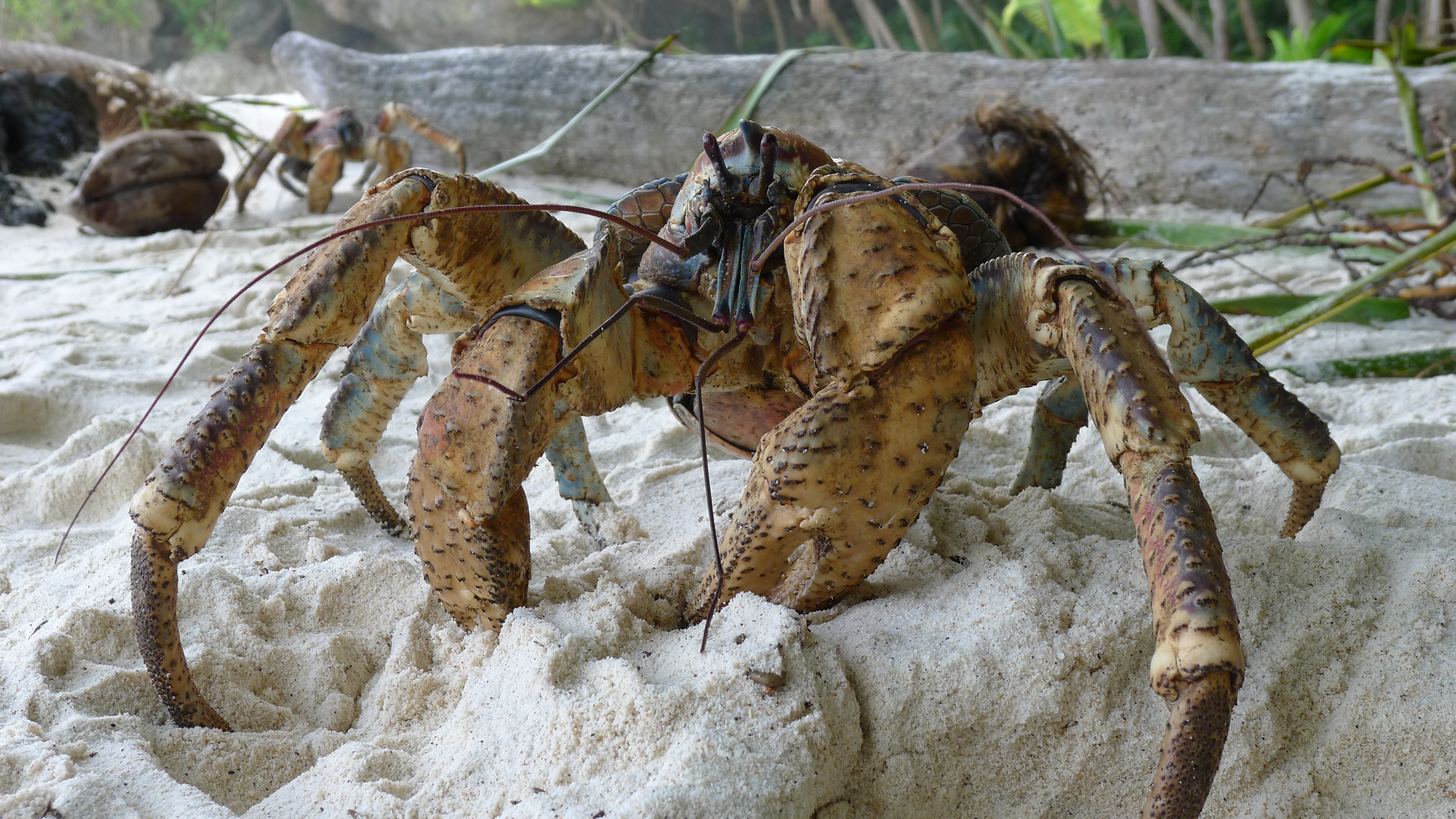
완숙한 야자집게는 관절을 형성하는 거친 섬유를 가지고 있고 더듬이에는 광물질화한 섬세한 큐티클 층이 있다. 눈의 광학성도 이 영향을 받으며, 방해석으로 강화된 키틴으로 집게발과 다리, 몸통을 단단히 두르고 있다.
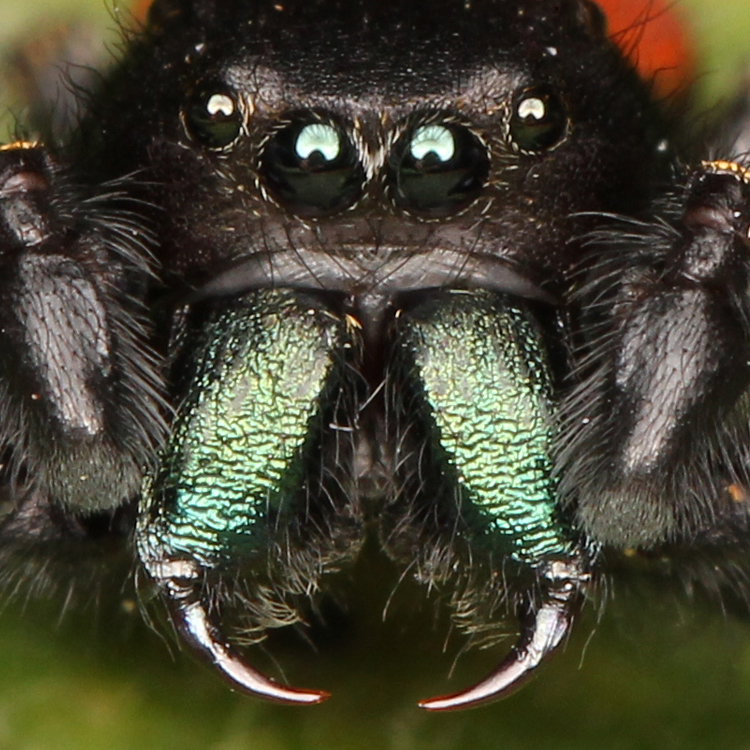
거미의 협각에 달린 송곳니는 경화되어 있어 단단하고 색이 짙다.

## 참고자료
1. 1 2 3 4 5 6 7  김길하 (2014). 〈곤충일반〉. 《삼고 해충학 - 이론과 응용》 2판. 향문사. 33-41쪽.
2. ↑  “NC State University”. 2008년 9월 6일에 원본 문서에서 보존된 문서. 2008년 7월 16일에 확인함.
3. ↑  Capinera, John L. (2008년 8월 11일). 《Encyclopedia of Entomology》 (영어). Springer Science & Business Media. ISBN 9781402062421.
4. ↑  Gullan, P. J.; P. S. Cranston (2005). 《The Insects: An Outline of Entomology》 3판. Oxford: Blackwell Publishing. 22–24쪽. ISBN 1-4051-1113-5.
5. 1 2 3  Nedin, C. (1999), “Anomalocaris predation on nonmineralized and mineralized trilobites”, 《Geology》 27 (11): 987–990, Bibcode:1999Geo....27..987N, doi:10.1130/0091-7613(1999)027<0987:APONAM>2.3.CO;2
6. ↑  “external morphology of Insects” (PDF). 2011년 7월 19일에 원본 문서 (PDF)에서 보존된 문서. 2011년 3월 20일에 확인함.
7. ↑  “Insect Glossary”. 《E-Fauna BC》. 2017년 2월 21일에 확인함.
8. ↑  Li, Ling; Ortiz, Christine (2014). “Pervasive nanoscale deformation twinning as a catalyst for efficient energy dissipation in a bioceramic armour”. 《Nature Materials》 13 (5): 501–507. doi:10.1038/nmat3920. PMID 24681646.
9. ↑  Campbell, N. A. (1996) Biology (4th edition) Benjamin Cummings, New Work. p.69 ISBN 0-8053-1957-3
10. ↑  Gene Kritsky. (2002). A Survey of Entomology. iUniverse. ISBN 978-0-595-22143-1.